# Clive Dunn
Clive Robert Benjamin Dunn, OBE (9 de enero de 1920 – 6 de noviembre de 2012) fue un actor inglés, comediante, artista y autor, más conocido por su papel del Soldado Jack Jones en el BBC sitcom Dad's Army.
Dunn nació y se crio en Covent Garden, Londres, Inglaterra el 9 de enero de 1920. Estudió actuación en la Academia Italia Conti de Teatro de las Artes.
En 1959 se casó con Priscilla Morgan y tuvieron dos hijas. Dunn, junto a su familia, se trasladó a Portugal, donde se dedicó a la pintura hasta que quedó ciego. 
Dunn murió el 6 de noviembre de 2012 en Algarve, Portugal debido a complicaciones después de una cirugía, a los 92 años.